# Alexandre Bouchet (homme politique)
Pour les articles homonymes, voir Alexandre Bouchet et Bouchet.
Alexandre Bouchet (1829-1892) est un homme politique français.

## Biographie
Alexandre Bouchet naît le 18 mars 1829. D'obédience républicaine, il soutient la proposition d'instauration d'un impôt sur le revenu faite les radicaux au Parlement, mais aussi la limitation de la journée de travail à huit heures, et la création d'une caisse d'assurance pour les accidents de travail.
Il exerce d'abord les fonctions de président de la délégation municipale, en remplacement de Numa Gilly, du 15 décembre 1888 au 24 janvier 1889. Le 22 mars 1891, il est élu maire en titre, après un intérim de Jules Delon-Soubeiran sa victoire contre Gilly aux élections municipales partielles. Son appartenance à l'Église, ainsi que son choix de trois protestants et d'un catholique comme adjoints, permettent d'éviter tout heurt religieux en maintenant un équilibre entre les deux confessions. 
Il est à l'origine du changement de nom de la place Balone, qui devient « place de la Révolution ». Il fait construire le square de la place d'Assas et aménager les réseaux téléphonique et postal, et organise des courses de taureaux qui, suivies par les touristes, permettent l'augmentation des recettes de l'octroi. Il autorise la mise à mort des animaux au prétexte qu'ils seraient « malfaisants et féroces ». Après avoir aboli la taxe sur les savons, il est à l'initiative du reboisement du clos Gaillard, où il fait installer des cabinets de nécessité. C'est sous son mandat que les jardins de la Fontaine deviennent le point de rendez-vous dominical de la bourgeoisie nîmoise. 
Peu après son élection, il se voit diagnostiquer une maladie grave qui l'empêche de siéger à partir de juin. Il doit se rendre à plusieurs reprises à Lyon pour subir des opérations. Il quitte ses fonctions le 15 mai 1892, et de nouvelles élections amènent Émile Reinaud à lui succéder.
Il meurt quelques semaines plus tard, le 4 août 1892. Ses obsèques ont lieu le lendemain à l'église Saint-Charles, « en présence de tous les notables de la ville ».